# کارولینا شوفل
کارولینا شوفل (انگلیسی: Caroline Scheufele؛ زادهٔ ۱۴ دسامبر ۱۹۶۱) اهالی کسب‌وکار اهل سوئیس است.